# Área Centro Oeste
El Barrio Centro Oeste o Área Centro Oeste, o Barrio Maria Auxiliadora como lo nombran los habitantes, es un barrio de la ciudad argentina de Neuquén. Se encuentra delimitado por las calles Salta, al este; 12 de Septiembre, al sur; Cristóbal Colón, al oeste; y República de Italia, al norte. 
Es uno de los barrios más antiguos de la ciudad, de población principalmente de clase media y media-alta, aunque a medida que se va llegando a los finales del barrio (más cerca del oeste), la población pasa a ser clase media y clase media baja. Vivió en las décadas de 1990 y la primera mitad del 2000, una etapa de crecimiento poblacional y edilicio muy importante, pasando de ser una simple zona residencial de baja y media densidad a una zona comercial y residencial de alta densidad.
En la actualidad el barrio sufre de múltiples delitos como la usurpación de la vivienda, asaltos,  asalto a mano armada, delincuencia juvenil y prostitución , dejando de lado la fama de barrio seguro.
En la antigüedad contaba con grandes plazas, pero en la actualidad los espacios verdes desaparecieron del barrio. Las plazas más cercanas se encuentran en los barrios Cumelen e Islas Malvinas.
Al oeste limita con el barrio cumelen, al este con el barrio centro este, al nordeste con el barrio islas Malvinas, al noreste con el barrio fonavi y Alta Barda, al suroeste con el barrio Bouquet Roldan y al sudeste con centro sur

## Sitios relevantes
El barrio cuenta con varios sitios relevantes, entre ellos se destacan escuelas, centro comerciales, centros deportivos y centros artísticos.
- Centro de Educación Física Nro. 1, en la intersección de Julio Roca y Padre Brentana. Lugar donde la gente del barrio (y de barrios limítrofes), se concentran para practicar diferentes actividades y deportes.
- Pista de Atletismo
- Centro Comercial La Anónima, Avenida del Trabajador y Chrestia. Cuenta con sala de cines y juegos.
- Escuela N° 125: Escuela tradicional del barrio
- Jardín N° 14
- Colegio Religioso María Auxiliadora: Escuela por la que se le da el nombre al barrio.
- Teatro del viento.
- Teatro desafíos.
- Sede de La Cosa Cine Neuquén.